# Marine Corps Warfighting Laboratory
Marine Corps Warfighting Laboratory (MCWL) — американская лаборатория, созданная в 1995 году на одной из баз корпуса морской пехоты США в Quantico, Вирджиния. Первоначально была известна как Commandant’s Warfighting Laboratory. Занимается усовершенствованием текущих и будущих возможностей по ведению современной войны, является частью Marine Corps Combat Development Command (MCCDC). Отвечает за разнообразные задачи, связанные с использованием в корпусе морской пехоты США современных методов и высоких технологий, в частности — курирует программу «Urban Warrior».